# Pribiš
Pribiš es un municipio del distrito de Dolný Kubín en la región de Žilina, Eslovaquia, con una población estimada a final del año 2024 de 468 habitantes.
Se encuentra ubicado en el centro de la región, cerca del curso alto del río Váh (cuenca hidrográfica del Danubio) y de la frontera con la República Checa y Polonia.

## Demografía
| Año        | 1994 | 2004 | 2014    | 2024 |
| ---------- | ---- | ---- | ------- | ---- |
| Población  | 474  | 474  | 450     | 468  |
| Diferencia |      | +0 % | −5,06 % | +4 % |

| Año        | 2023 | 2024    |
| ---------- | ---- | ------- |
| Población  | 470  | 468     |
| Diferencia |      | −0,42 % |